# William C. McGann
William C. McGann (Pittsburgh, 15 aprile 1893 – Los Angeles, 15 novembre 1977) è stato un regista e direttore della fotografia statunitense.

## Filmografia parziale

### Regista
- La llama sagrada, co-regia di Guillermo Prieto Yeme (1931)
- La dama atrevida, co-regia di Guillermo Prieto Yeme (1931)
- I gioielli rubati (The Stolen Jools) (1931)
- Her Night Out (1932)
- Maybe It's Love (1935)
- Times Square Playboy (1936)
- Il mistero del gatto grigio (The Case of the Black Cat) (1936)
- Piccoli G-men (Penrod and Sam) (1937)
- L'isola dei dimenticati (Alcatraz Island) (1937)
- Marry the Girl (1937)
- Girls on Probation (1938)
- Blackwell's Island (1939)
- Dr. Christian Meets the Women (1940)
- Wolf of New York (1940)
- Tombstone, the Town Too Tough to Die (1942)
- I dominatori (In Old California) (1942)
- Terra di conquista (American Empire) (1942)
- I rinnegati della frontiera (Frontier Badmen) (1943) - non accreditato

### Aiuto regista
- Mille disgrazie e una fortuna (His Majesty, Bunker Bean), regia di Harry Beaumont (1925)
- The Pleasure Buyers, regia di Chet Withey (1925)
- Papà mio! (Say It with Songs), regia di Lloyd Bacon (1929)

### Direttore della fotografia
- Are Married Policemen Safe?, regia di F. Richard Jones (1918)
- Quando le nuvole volano via (When the Clouds Roll by) (1919)
- Man's Desire, regia di Lloyd Ingraham (1919)
- Un pulcino nella stoppa (The Mollycoddle), regia di Victor Fleming (1920)
- Il segno di Zorro (The Mark of Zorro), regia di Fred Niblo (1920)
- Senti, amore mio (The Three Ages) (1923)

### Effetti speciali
- I cospiratori (The Conspirators), regia di Jean Negulesco (1944)
- Duello a S. Antonio (San Antonio), regia di David Butler e, non accreditati, Robert Florey e Raoul Walsh (1945)
- Assalto al cielo (Chain Lightning), regia di Stuart Heisler (1950)